# 月球号运载火箭

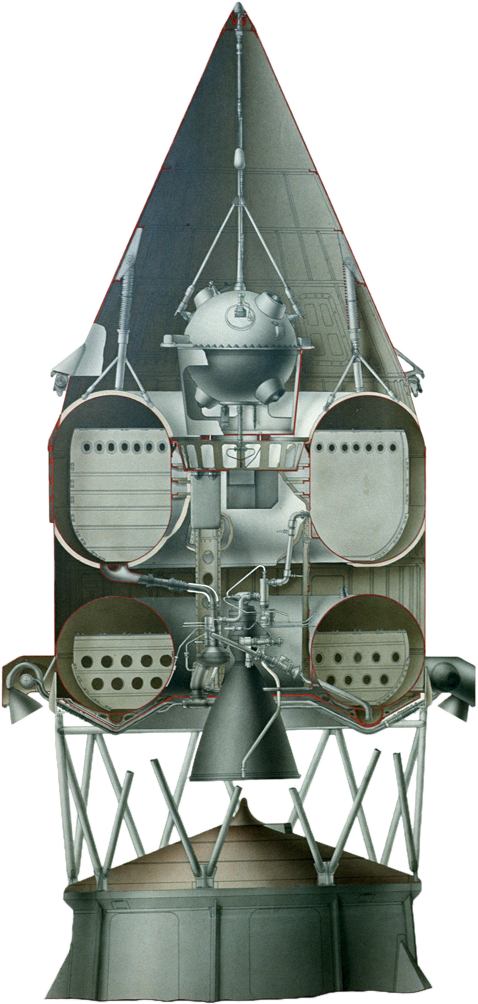
搭载了月球号探测器的Blok-E上面级

月球号运载火箭（：Луна），也被称为8К72或东方-L（Восток-Л），是一款由苏联设计建造、在1958年9月23日至1960年4月16日期间用于月球计划中九次探测器发射尝试的运载火箭。就像同时代许多其他苏联制发射载具一样，月球号运载火箭也源于R-7导弹的设计，是R-7火箭家族的一员，同时也是东方号和现代使用的联盟号的前身。
月球号运载火箭的首飞（1958年9月）搭载了月球1A号卫星。任务开始92秒之后，火箭发生了因纵向振动而引起的解体，导致捆绑的助推器与芯级分离，随后与芯级发生碰撞。
月球号运载火箭的第二次飞行（1958年10月）搭载了月球1B号卫星。任务开始104秒之后，火箭再次因振动导致解体。
月球号运载火箭的第三次飞行（1958年12月）搭载了月球1C号卫星。任务开始245秒之后，火箭芯级因发动机润滑剂过量消耗引起关机。
关于月球号运载火箭助推器的共振问题的原因和解决方案，引发了科罗廖夫设计局与格鲁什科设计局之间的大量争论。据信共振产生的原因是由于加装了Blok-E上面级而导致的质心位移。

## 任务一览

### 月球号运载火箭第四次飞行（月球一号）
月球一号发射于1959年1月2日，是第一颗由月球号运载火箭成功送入轨道的卫星。原计划为一次月面撞击任务，但在1959年1月4日于月球表面2995千米（3725英里）处掠过月球，进入了地球与火星之间的环日轨道。

### 月球号运载火箭第五次飞行
1959年，月球号运载火箭的第五次飞行在起飞220秒之后由范围安全官（RSO）执行了遥控自毁，

### 月球号运载火箭第六次飞行（月球二号）
月球二号发射于1959年9月12日。这是人类历史上第一颗成功进行月面撞击任务的探测器。

### 月球号运载火箭第七次飞行（月球三号）
月球号运载火箭最后一次成功的发射是1959年10月4日的月球三号任务。月球三号成功拍摄了第一张月球背面的照片。

### 月球号运载火箭第八次飞行
1960年3月的第八次飞行在起飞435秒之后宣告失败。因Blok-E上面级提供的推力不足，导致探测器再入大气层而烧毁。

### 月球号运载火箭第九次飞行
1960年4月的第九次任务失败。原因是Blok-G捆绑式助推器在起飞时推力仅有75%从而损坏与芯级的连接，导致解体。助推器随后在地面坠毁，而芯级则在一片盐湖坠毁。